# تورن‌هیل
تورن‌هیل (به انگلیسی: Thornhill) یک منطقهٔ مسکونی در نزدیکی شهر تورنتو در استان انتاریو در کانادا است که در شهرستان یورک (کانادا) واقع شده‌است.
تورن‌هیل ۱۱۰٬۴۳۰ نفر جمعیت دارد.